# جزيرة ساور
جزيرة ساور وهي جزيرة من جزر إندونيسيا، وتقع ضمن جزر كانغيان في إقليم جاوة الشرقية.